# The Pioneers
The Pioneers és un trio vocal jamaicà de reggae, que va tenir el seu major èxit a finals dels 60 i principis dels 70, quan fou ser una de les millors bandes corals d'early reggae.

## Biografia
The Pioneers va ser fundat entre principis i mitjans dels anys 60 com a trio vocal per Winston Hewitt i els germans Sydney i Derrick Crooks. Després de la marxa de Derrick C. i Hewitt, el grup es va tornar a formar com a duo a principis de 1967 incorporant Jackie Robinson. Amb aquesta formació van editar els seus dos primers singles, ‘Gimme Little Loving’ i ‘Long Shot Bus Me Bet’.
Ja el 1968, la banda va canviar de segell discogràfic per passar a Beverley’s Records, i va incorporar George Aggard, que havia gravat prèviament amb altres músics jamaicans com Derrick Morgan sota l'àlies de Johny Melody, prenent altre cop la forma de trio vocal. Els primers singles editats amb aquesta formació i sota el nom de The Pioneers van ser ‘Easy Come Easy Go’ i ‘Long Shot Kick De Bucket’. Amb aquest últim single, The Pioneers va entrar per primera a les llistes de vendes britàniques, on poc després farien una gira de sis setmanes de durada.
El 1970, es traslladen a viure al Regne Unit. El 1975, es converteixen en la primera banda de reggae a fer una gira pel Japó. Després d'una separació, tornen el 1978 per gravar “Pusher Man” sota el segell Trojan Records.
La banda continua activa actualment, malgrat no tregui material inèdit des dels principis dels anys 80.

## Discografia

### Àlbums d'estudi
| Any  | Àlbum                        | Discogràfica                 |
| ---- | ---------------------------- | ---------------------------- |
| 1968 | Greetings from The Pioneers  | Amalgamated                  |
| 1969 | Long Shot                    | Trojan                       |
| 1970 | Battle of Giants             | Trojan                       |
| 1971 | Yeah                         | Trojan                       |
| 1972 | I Believe In Love            | Trojan                       |
| 1973 | Freedom Feeling              | Trojan                       |
| 1974 | I'm Gonna Knock On Your Door | Trojan                       |
| 1977 | Roll On Muddy River          | Trojan                       |
| 1978 | Pusher Man                   | Squad Disco                  |
| 1978 | Pusher Man                   | Trojan (amb temes diferents) |
| 1980 | What A Feeling               | Pioneer International        |
| ???? | Reggae For Lovers            | D.M.C.                       |

### Recopilatoris
| Any  | Àlbum                                   | Discogràfica  |
| ---- | --------------------------------------- | ------------- |
| 1976 | From The Beginning - 1969-1976          | WWS           |
| ???  | Kick De Bucket                          | Rhino Records |
| 1979 | Greatest Reggae Hits                    | Trojan        |
| 1985 | More Reggae For Lovers Vol.4            | Vista Sounds  |
| 1997 | Longshot Kick De Bucket (The Best Of)   | Trojan        |
| 2002 | Let Your Yeah Be Yeah (Anthology)       | Trojan        |
| 2003 | Give And Take: The Best of The Pioneers | Trojan        |

### Singles
| - "Good Nanny" (196?), Caltone - "I'll Never Come Running Back to You" (196?), Caltone - "Sometimes" (1965), Island (B-side to Theo Beckford's "Trench Town People") - "Good Nanny" (1966), Rio - "Too Late" (1966), Rio - "Give Me Little Loving" (1968), Amalgamated - "Long Shot" (1968), Amalgamated - "Jackpot" (1968), Amalgamated - "No Dope Me Pony" (1968), Amalgamated - "Tickle Me For Days" (1968), Amalgamated - "Catch the Beat" (1968), Amalgamated - "Sweet Dreams" (1968), Amalgamated - "Shake It Up" (1968), Blue Cat - "Give It To Me" (1968), Blue Cat - "Whip Them" (1968), Blue Cat - "Reggae Beat" (1968), Blue Cat - "I Love No Other Girl" (1968), Caltone - "Easy Come Easy Go" (1968), Pyramid - "Pee Pee Cluck Cluck" (1968), Pyramid - "Pan Yu Machete" - "Love Love Everyday" (1969), Amalgamated (B-dside to the Moon Boys' "Apollo 11") - "Don't You Know" (1969), Amalgamated - "Mama Look Deh" (1969), Amalgamated - "Who the Cap Fits" (1969), Amalgamated - "Alli Button" (1969), Amalgamated - "Long Shot Kick De Bucket" (1969), Trojan (UK #21) - "Black Bud" (1969), Trojan - "Poor Rameses" (1969), Trojan - "Samfie Man" (1970), Trojan - "Boss Festival" (1970), Trojan | - "Driven Back" (1970), Trojan - "Simmer Down Quashie" (1970), Trojan - "Battle of the Giants" (1970), Trojan - "Money Day" (1970), Trojan - "I Need Your Sweet Inspiration" (1970), Trojan - "Starvation" (1971), Summit - "Get Ready" (1971), Summit - "Land of Complexion" (1971), Summit - "Let Your Yeah Be Yeah" (1971), Trojan (UK #5) - "Give and Take" (1971), Trojan (UK #35) - "I am a Believer" (1971), Hot Shot - "Story Book Children" (1972), Summit - "I Believe in Love" (1972), Trojan - "Roll Muddy River" (1972), Ifusion - "At the Discotheque" (197?), Trojan - "Bad to be Good" (1973), Trojan - "Do It Right" (197?), Trojan - "Hit Me With Music", (197?), Trojan - "Some Livin' Some Dyin'" (197?), Trojan - "Sweet Number One" (197?), Trojan - "World Needs Love" (197?), Trojan - "Honey Bee" (1974), Trojan - "Jamaica Jerk Off" (1974), Trojan - "Mother Ritty" (19??), Beverleys - "Rock My Soul" (1985), Creole - "Reggae in London City" (1986) - "Bad Company" (198?), Pioneer International - "Starvation" (198?), Boss - "Papa Was a Rolling Stone" (19??), Joe Gibbs - "Bring Back the Yester Years" (1997), Joe Gibbs - "Run Run Run" (19??), MGA |